# Yu-Gi-Oh! The Falsebound Kingdom
Yu-Gi-Oh! The Falsebound Kingdom (遊戯王 フォルスバウンドキングダム ～虚構に閉ざされた王国 Yugiō forusubaundo kingudamu ~ kyokō ni tozasa reta ōkoku?) är det enda GameCube-spelet i serien "Yu-Gi-Oh!".
 Yu-Gi-Oh! Falsebound Kingdom  tar en annan riktning än resten av serien, som är mer av en blandning av realtidsstrategi och rollspel-element än de typiska kortstridsspel som ses på andra system. Gameplayen har ett 3D-slagstadium, inklusive bonusar och förbättringar (som fästningar, vapen, etc.)
Den innehåller de flesta stora karaktärerna från anime- och mangaserien samt 177 monster.